# Microhyla okinavensis
Microhyla okinavensis är en groddjursart som beskrevs av Leonhard Hess Stejneger 1901. Microhyla okinavensis ingår i släktet Microhyla och familjen Microhylidae. IUCN kategoriserar arten globalt som livskraftig. Inga underarter finns listade i Catalogue of Life.